# Gouvernement militaire allié des territoires occupés

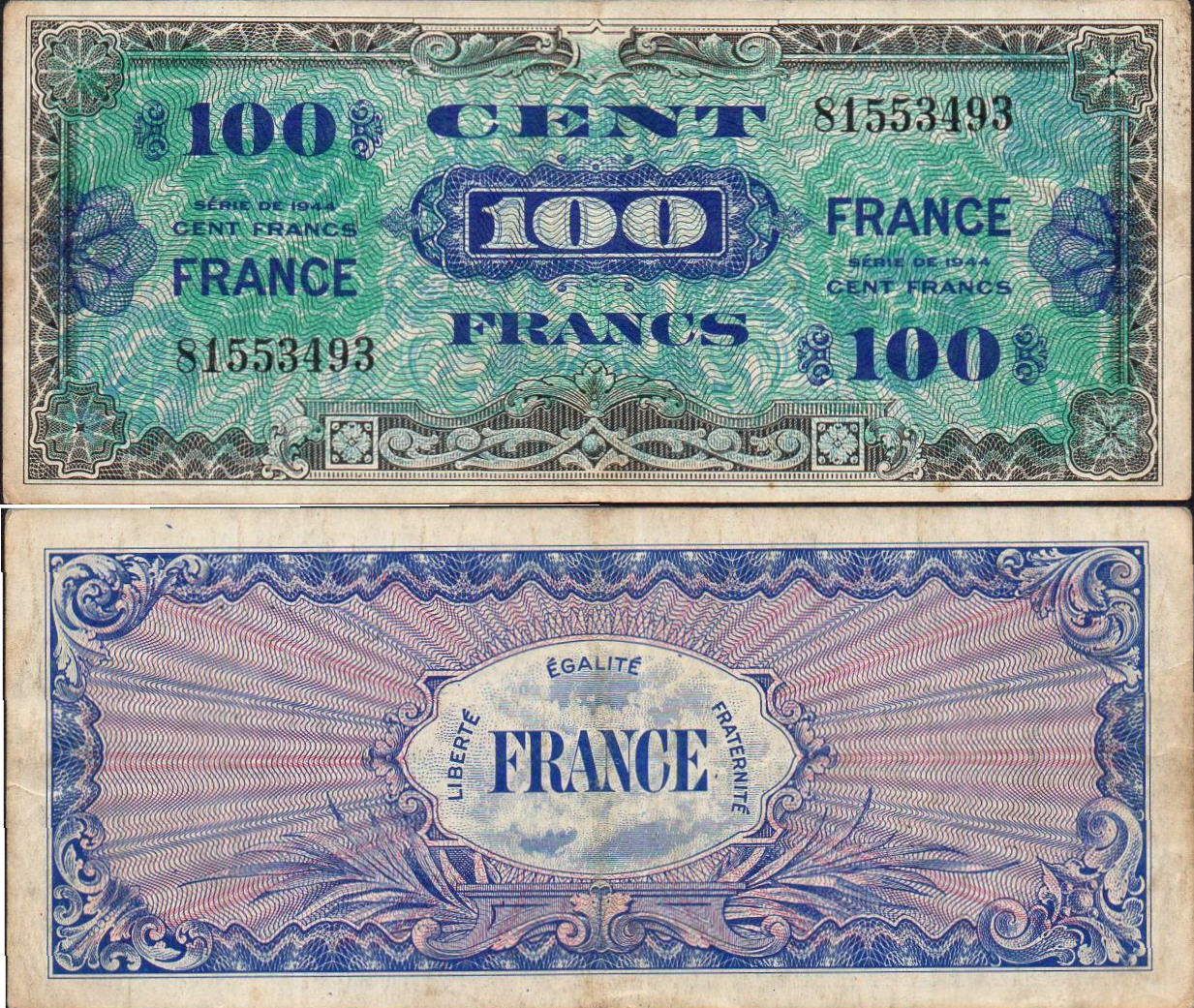
Billet de 100 francs émis par les États-Unis, sur le modèle du dollar US. Si la devise républicaine « Liberté, égalité, fraternité » figure bien sur ce billet, le mot « France » est substitué à « République française ».

Le gouvernement militaire allié des territoires occupés (en anglais : Allied Military Government of Occupied Territories, ou AMGOT) est un gouvernement militaire d'occupation composé d'officiers américains et britanniques chargés d'administrer les territoires libérés à la fin de la Seconde Guerre mondiale.
Ces gouvernements militaires devaient être mis en place pour assurer le fonctionnement de l'administration en attendant l'établissement de gouvernements démocratiquement élus. Ils augmentaient l'influence américaine dans les pays occupés.
Ce gouvernement militaire a été établi avec succès dans certains pays, alors que dans d'autres il a été considéré comme illégitime et a rapidement été remplacé par un gouvernement national de transition.

## Histoire
Considérant qu'il n'y avait pas de gouvernement légitime dans les pays précédemment occupés par les puissances de l'Axe et devant la nécessité d'assurer  l'administration de ces territoires, les Alliés mettent en place l'Allied Military Government of Occupied Territories (AMGOT) qui est une section des états-majors alliés.
Des officiers militaires sont formés à l'administration civile dans des universités américaines comme celles de Virginie et Yale. Une fois les forces alliées occupant les territoires libérés, ces officiers assurent tous les aspects de l'administration civile, des transports à la justice en passant par la monnaie (à ce titre une monnaie est émise pour chaque pays occupé).

## Pays

### Italie
C'est la Sicile qui est le premier territoire administré par l'AMGOT, le reste de l'Italie suit avec la progression des forces alliées.
En Italie, l'AMGOT dépend du quartier général des Armées alliées en Italie, à la tête desquelles se trouvait le général Harold Alexander, qui en sa qualité de chef suprême de l'armée était aussi gouverneur militaire des zones occupées. Immédiatement au-dessous de lui se trouve le major-général Francis Rodd, flanqué du Commodore Howard Hartwell James Benson et du colonel Charles Poletti, remplacé ensuite par le colonel Chapman.
Quand est signé le « Long Armistice » du 29 septembre 1943, l'AMGOT est chargée d'administrer tout le territoire italien aux mains des Alliés, sauf la Sardaigne et les provinces de Lecce, de Brindisi, de Bari et de Tarente, assignées par les Alliés le 19 septembre 1943 au Royaume du sud. Par la suite, avec la restitution des territoires au gouvernement italien, subordonné de toute façon à la surveillance de la Commission de contrôle Alliée (CCA), créée le 11 février 1944, sa compétence se limite à Naples, aux zones proches du front et à celles qui présentaient un intérêt militaire particulier.
Un des aspects les plus négatifs de l'administration alliée pour l'Italie fut l'émission massive de prétendues AM-Lires, qui provoquèrent une perte de valeur de la lire au profit du dollar et de la livre. Ce qui désormais s'appelle AMG continue alors d'exercer son autorité en Italie, formant maintenant un tout avec la CCA jusqu'au 31 décembre 1945. Un cas particulier est celui de la Zone A du futur Territoire libre de Trieste, ainsi dénommé à partir de 1947, où, après que le 9 juin 1945 les forces anglo-américaines se substituent aux Yougoslaves, est établi le 12 juin un gouvernement de l'AMG qui reste en place jusqu'au passage de la Zone à l'Italie le 26 octobre 1954.

### France
Charles de Gaulle, qui avait créé à Alger le Comité français de libération nationale (CFLN), puis en France le Gouvernement provisoire de la République française (GPRF), s'oppose vigoureusement à l'AMGOT prévu en France pour une durée d'un an. L'AMGOT devait avoir un effectif de 1 500 hommes et visait à contrôler l’État et les structures économiques du pays.
Il déclare notamment que les billets de banque, appelés communément billet drapeau, mis en circulation en Normandie par l'armée américaine immédiatement après le débarquement, n'étaient que de la fausse monnaie. Il s'agissait de billets verts libellés en francs. Le président américain Franklin Delano Roosevelt, très réticent, finit par admettre la légitimité du GPRF le 23 octobre 1944, deux mois après le discours de De Gaulle à l'Hôtel de ville de Paris le 25 août.

### Algérie
Le 21 janvier 1944, les « Affaires civiles » (Civil Affairs) établissent une base à Alger pour le sud de la France ; le même mois, des billets drapeaux franc algérien sont imprimés et mis en circulation. L'organisme émetteur « Banque de l'Algérie » est remplacé par « Région économique de l'Algérie ». En février, les Affaires civiles sont placées sous l'autorité des Forces expéditionnaires alliées (Allied Expeditionary Force). Dans la foulée, les négociations monétaires franco-américaines s'effondrent. Le 22 août, le poste des Affaires civiles est relevé de ses fonctions.

### Autres pays
D'autres pays européens subissent le gouvernement militaire américain, comme la Norvège, les Pays-Bas, le Luxembourg, la Belgique ou encore le Danemark. Des réticences apparaissent cependant très vite dans ce dernier pays, comme en France.